# 谷川みゆき
谷川 みゆき（たにがわ みゆき、1960年〈昭和35年〉12月15日 - ）は、日本の女優。本名は、奈良 みゆき。旧姓名は芸名と同じ。
千葉県成田市出身。堀越学園卒業。

## 来歴・人物
小学6年生の時に卒業生を送る会でプロの演劇を観たことがきっかけで役者になることを志す。その後、両親の反対を押し切り全映タレントセンターに入所する。
1976年、映画『エデンの海』でデビュー。
1978年、特撮テレビドラマ『スターウルフ』に、スペースコマンドの女性隊員・ヒメ役でレギュラー出演。
『スターウルフ』終了後は清純派女優として幾多のテレビドラマ・映画で活躍したが、1990年代以後は成人向けのVシネマにも出演。
1988年にベーシストの奈良敏博と結婚。
女優の斉藤浩子は高校の同級生であったが、互いに多忙であったため学校よりも現場で話をすることの方が多かったという。
映画『真田幸村の謀略』（1979年）で初めてヌードを披露した。当時はまだ10代であったが、谷川本人は20代になってからより10代のうちに脱いだ方がよいとの考えであった。

## 出演

### テレビドラマ
- 非情のライセンス 第2シリーズ 第5話「兇悪のカナリア」（1974年、NET / 東映）- 女学生
- 快傑ズバット 第13話「少年殺し屋のバラード」（1977年、東京12チャンネル）- 香城美枝子
- 連続テレビ小説（NHK総合）
  - わたしは海（1978年） - おりょう
  - 本日も晴天なり（1982年） - 桂木福代
  - おしん（1983年 - 1984年） - 八重子
  - 春よ、来い 第1部 第110・111話（1994年 - 1995年）
  - ちゅらさん（2001年） - 太田春子
- スターウルフ（1978年、よみうりテレビ・円谷プロ） - ヒメ
- 大江戸捜査網（東京12チャンネル・三船プロ）
  - 第370話「汚名に賭けた目明し無情」（1978年） - おせん
  - 第491話「銃口に立ち向かう男」（1981年） - おまさ
  - 第565話「妖艶やわ肌刺青針」（1982年） - おみよ
- 大河ドラマ（NHK総合）
  - 草燃える（1979年） - 頼朝息女 三幡姫
  - 独眼竜政宗 第36・38・41・42話（1987年） - りん
  - 八代将軍吉宗 第43話「後継者」（1995年）
- 駆け込みビル7号室 第7話 ～ 第11話（1979年、フジテレビ・三船プロ） - ミユキ
- 体験時代 第4話（1979年、東京12チャンネル） - みゆき
- 銭形平次 （フジテレビ）
  - 第667話「結婚って何だ」（1979年）- お雪
  - 第884話「狂言夢芝居」（1984年）- 二三春
- 男たちの旅路 第4部 第1話「流氷」（1979年、NHK総合） - 女学生
- 鉄道公安官  第20話「泣き虫公安官事件簿」（1979年、テレビ朝日 / 東映）
- 西遊記II 第22話「妖鬼の山 お転婆姫の恋」（1980年、日本テレビ）- 鴻飛愛蓮
- 爆走!ドーベルマン刑事 第1話「黒バイ刑事出動す!」（1980年、テレビ朝日 / 東映）- 沢木ヨウコ
- Gメン'75（TBS / 東映）
  - 第258話「大空港の逃亡者」（1980年） - 野崎昌子
  - 第297話「ラッシュアワーに動く指」（1981年） - 土屋さやか巡査
  - 第309話「15年も生きていた死体」（1981年） - 安田リカ
- 太陽にほえろ! 第394話「鮫やんの受験戦争」（1980年、日本テレビ / 東宝）- 神保圭子
- 江戸の朝焼け 第11話「妹の五十両」（1980年、フジテレビ / 東宝） - おげん
- 水戸黄門 （TBS・C.A.L）
  - 第11部 第5話「黄門さまを叱った娘 -新庄-」（1980年9月15日） - お糸
  - 第14部 第31話「天下の怪盗葵の光右衛門 - 大坂 」（1984年5月28日） - お蝶（お美代）
- 柳生あばれ旅 第6話「網にかかった人魚 - 吉原 」（1980年、テレビ朝日） - おみつ
- 土曜ワイド劇場 （テレビ朝日）
  - 濡れた心〜レズビアン殺人事件〜（1981年）- 南方寿利
  - 女流作詞家殺人事件（1986年）- 千枝（ホステス）
  - 豪華サロンカー婚約ツアー殺人事件（1987年）- 松本都（会員）
  - 温泉若おかみの旅情殺人推理（2） 九州別府－血の池地獄に死体の忘れ物!（1995年）
- ドラマ・人間 第2回「愛・深き淵より」（1981年、テレビ朝日）
- 祈願満願（1981年、NHK総合）
- 私はタフな女（1981年、日本テレビ）- ミキ（炉端焼店店員）
- 特捜最前線 第207話「雨傘殺人事件!」（1981年、テレビ朝日 / 東映）
- 俺はおまわり君 第6話「春の日に母を想いて」（1981年、日本テレビ）
- 噂の刑事トミーとマツ （TBS / 大映テレビ）
  - 第1シリーズ 第61話「雨降るボトル!トミマツ死の恐怖!!」（1981年） - 大友純子
  - 第2シリーズ 第31話「死ぬ! かよゆいギャルをだます奴」（1982年）- 森田（林）みゆき
- 旅がらす事件帖 第20話「激突! 恐怖の阿修羅太鼓」（1981年、関西テレビ / 国際放映）- お光
- 江戸の用心棒 第6話「胸さわぎ」（1981年、フジテレビ・東宝 / 映像京都）- おけい
- ながらえば（1982年11月3日、NHK総合） - キヨ子
- 柳生十兵衛あばれ旅 第10話「くノ一の赤い唇」（1982年、テレビ朝日・東映）- おみね
- 御宿かわせみ（真野響子版） 第7話「倉の中」（1982年、NHK総合） - おくみ
- 土曜ドラマ（NHK総合)
  - 松本清張シリーズ・波の塔（1983年）
  - 新十津川物語 昭和編（1992年） - 里美
- ザ・サスペンス／残酷な旅路（1983年、TBS） - 万里
- 新松平右近 第8話「鞠子宿から来た女」（1983年、日本テレビ） - おとよ
- 大奥 第12話「見ざる言わざる聞かざる」（1983年、関西テレビ） - おこん
- 女殺油地獄（1984年、NHK総合） - 小菊
- 火曜サスペンス劇場／観覧車は見ていた（1984年、日本テレビ）
- 暴れん坊将軍II（テレビ朝日 / 東映）
  - 第43話「鉄火意気地のおんな河岸」（1984年） - おたま
  - 第162話「にわか侍、破廉恥武士道!」（1986年）- 奈美
- 銀河テレビ小説（NHK総合）
  - 男が家を出るとき（1985年） - 北口成子
- 花王 愛の劇場／遥かなり母と娘の旅路（1985年、TBS）
- 長七郎江戸日記 第1シリーズ 第48話「疑惑の男」（1985年、日本テレビ） - およね
- 腕におぼえあり 第1シリーズ 第2話「逃げる浪人」（1992年、NHK総合） - おゆみ
- 雪（1994年、NHK総合）
- HOTEL 第3シリーズ 第18話「彼に似たお化け?」（1994年、TBS） - 悦子
- 月曜ドラマスペシャル／夏の旅情サスペンス 佐賀・有田、龍文壷の殺意（1996年、TBS）
- 鳥帰る（1996年5月4日、NHK総合）
- 新・南部大吉交番日記（1999年、NHK総合）
- 金曜時代劇／慶次郎縁側日記 第1シリーズ 第4話「お見舞」（2004年、NHK総合） - おすえ

### その他テレビ出演
- 象印クイズヒントでピント 女性軍初代4枠レギュラー （1979年3月4日（第1回） - 6月17日（第16回）、テレビ朝日）

### 映画
- エデンの海（1976年、ホリ企画）
- 真田幸村の謀略（1979年、東映）
- 桃尻娘 プロポーズ大作戦（1980年、にっかつ）
- 人形嫌い（1982年、宝映企画）
- ひめゆりの塔（1982年、芸苑社）
- 四畳半色の濡衣（1983年、東映セントラル）
- 瀬戸内少年野球団（1984年、YOUの会=ヘラルド・エース）
- 谷川みゆき 高校教師 汚す! [4]（2003年、フラッシュ・ワン）
- 妖怪奇談（2007年、AMGエンタテインメント=バイオタイド）
- アルビノ（2016年）
- ヘクトパスカル 疼く女（2009年）
- 女郎蜘蛛（1996年）
- ＴＨＥ レイプマン２（1994年）

### Vシネマ
- 人妻と担任教師2（ケイエスエス）
- 団鬼六 女教師愛の檻（JHV）
- 愛恥母（GPミュージアム） – 出演-西野美緒（2002年）
- 愛が泣いている さすらい（日本映画新） – 監督-村西とおる 出演-清水健太郎・小田かおる・克美しげる
- 人妻女教師 昼顔（1995年、日本映画新）
- 凶愛 デートレイプ（2017年）

## 写真集
- 旅・ヌード 撮影：山岸伸、出版社：コンパス（1995年7月10日） ASIN:B099RNFFBC